# 後藤艮山

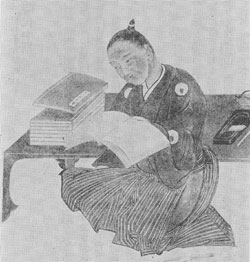
後藤艮山

後藤 艮山（ごとう こんざん、万治2年7月23日（1659年9月9日） - 享保18年9月18日（1733年10月25日））は江戸時代の医師である。田代三喜らがもたらした金、元の医術が、五行説などの空理空論に流れる傾向があったのに対して、後漢末の張仲景の『傷寒論』に戻ることを主張した古方派を代表する医師である。

## 生涯
江戸に生まれた。名は達、字は有成、通称左一郎、艮山は号である。儒学を林鳳岡に学び、医学を牧村卜寿に学んだ。貞享2年（1685年）京都に出て医業を開いた。「一気滞留論」を唱え、治療は灸を施し、熊胆、蕃椒（トオガラシ）を服用させ、湯に入ることを奨励したので、「湯熊灸庵」と評された。『傷寒論』のみでなく、『黄帝内経』『難経』なども参考にし、卑近な材料を用い、民間医療も取り入れた。空理を避けて、親試実験を説いて、古方派の範とされた。医書を著すことを好まず、門人によってその言説が伝えられた。門人に香川修徳、山脇東洋らがいる。享年75（満74歳）。墓所は、京都市北区の上品蓮台寺、塔頭、普門院墓地。